# Михайловка (Марксовский район)
Михайловка — село в Марксовском районе Саратовской области. Население — 898 (2010).

## История
Основано в 1767 году как немецкая колония Реммлер (она же Люцерн) вызывателем бароном Борегардом. Названа по фамилии первого старосты Ремлера; второе название — по швейцарскому кантону Люцерн. Первоначально колония была заложена у реки Малый Караман, в 1770 году перенесено на более благоприятное место. Первые поселенцы — 44 семьи из Майнца и Верхнего Пфальца. Вызывательская колония Борегарда.
Колония относилась к Панинскому колонистскому округу. До 1851 года округ относился к Вольскому, затем Николаевскому уезду Саратовской губернии, с 1851 года к тому же уезду Самарской губернии. С 1871 года — село Панинской волости Николаевского уезда Самарской губернии.
По состоянию на 1857 год земельный надел составлял 5217 десятин (на 154 семьи).
Согласно Списку населённых мест Самарской губернии 1910 года село Люцерн населяли преимущественно немцы, католики, всего в селе проживали 1791 мужчина и 1784 женщины. В селе имелись церковь, земская школа, ветряная мельница.
В связи с началом Первой мировой войны название села было изменено на Михайловка. После установления советской власти село переименовано в Реммлер.
После образования трудовой коммуны (автономной области) немцев Поволжья и до ликвидации АССР немцев Поволжья село относилось к Панинскому (Шенхенскому району), с 1922 года — к Марксштадтскому кантону, с 1935 года — Унтервальденскому кантону.
В голод 1921 года в селе родилось 157, умерли 361 человек. В период коллективизации организованы колхозы «Нейес Дорф» и «Нейес Ланд».
В 1941 году немецкое население было депортировано. Как и другие населённые пункты Красноярского района, село включено в состав Саратовской области. Название села вновь было изменено на Михайловка.

## Физико-географическая характеристика
Село находится в Низком Заволжье, при волжской протоке Волжанка. Высота центра населённого пункта — 49 метров над уровнем моря. Рельеф местности равнинный. Почвы — чернозёмы южные.
Село расположено в 24 км по прямой в северо-восточном направлении от районного центра, города Маркс. По автомобильным дорогам расстояние до районного центра составляет 30 км, до областного центра города Саратова — 97 км.
Часовой пояс
Михайловка, как и вся Саратовская область, находится в часовой зоне МСК+1. Смещение применяемого времени относительно UTC составляет +4:00.

## Население
| Годы      | 1769 | 1773 | 1788 | 1798 | 1816 | 1834 | 1850 | 1859 | 1865 | 1883 | 1889 | 1897 | 1905 | 1910 | 1919 | 1920 | 1922 | 1926 | 1931 | 2002 |
| --------- | ---- | ---- | ---- | ---- | ---- | ---- | ---- | ---- | ---- | ---- | ---- | ---- | ---- | ---- | ---- | ---- | ---- | ---- | ---- | ---- |
| Население | 140  | 188  | 217  | 275  | 484  | 930  | 1515 | 1507 | 1561 | 2310 | 2365 | 2875 | 3697 | 3575 | 4003 | 3556 | 3023 | 2823 | 3438 | 838  |

| 2002 | 2010 |
| ---- | ---- |
| 838  | ↗898 |

| Годы                         | 1897          | 1920         | 1926          | 1931          | 2002           |
| ---------------------------- | ------------- | ------------ | ------------- | ------------- | -------------- |
| Преобладающая национальность | немцы (99,7%) | немцы (100%) | немцы (99,8%) | немцы (99,9%) | русские (75 %) |